# Iridovirus
Iridovirus ist eine Gattung von Riesenviren (Nucleocytoviricota, NCLDVs) aus der Familie der Iridoviridae, Unterfamilie Betairidovirinae.
Die natürlichen Wirte von Iridovirus sind Insekten.
Mit Stand Februar 2019 gibt es nur zwei vom International Committee on Taxonomy of Viruses (ICTV) bestätigte Arten (Spezies) in dieser Gattung.
Dies ist die ehemalige Typusart Iridovirus chilo1 mit Invertebrate iridescent virus 6 (IIV-6). Bei Stechfliegen verursacht IIV-6 gewöhnlich eine verdeckte (inapparente) Infektion, die die Fitness beeinträchtigt.
Dazu kommt die Art Iridovirus armadillidium1 mit Invertebrate iridescent virus 31 (IIV-31).

## Aufbau

Schemazeichnungen von Virusteilchens der Gattung Iridovirus

Die Viruspartikel (Virionen) der Gattung Iridovirus sind umhüllt und haben ikosaedrische und polyedrische Geometrie (T=147-Symmetrie).
Der Durchmesser liegt bei 185 nm.

## Genom
Das Genom ist unsegmentiert und linear mit einer Länge von ungefähr 213 kb. Es kodiert 211 Proteine.

Bei Invertebrate iridescent virus 6 (IIV-6) beträgt die genaue Genomlänge 212.482 bp, es werden vorhergesagt 468 Proteine kodiert, und der GC-Gehalt beträgt 29 %.

## Vermehrungszyklus
Die Replikation der Viren ist nukleozytoplasmatisch (Zugehörigkeit zur Gruppe der NCLDV).
Der Eintritt in die Wirtszelle geschieht durch Anlagerung der viralen Proteine an Rezeptoren auf der Oberfläche der Wirtszelle, wodurch eine Endozytose bewirkt wird.
Die Replikation folgt dem DNA-Strang-Verdrängungsmodell (englisch DNA strand displacement model).
Die Methode der Transkription ist DNA-gestützt.
Der Austritt aus der Wirtszelle erfolgt durch Lyse

## Systematik
Die Systematik der Gattung Iridovirus ist mit Stand Mai 2024 nach ICTV wie folgt:
Familie Iridoviridae
- Unterfamilie Betairidovirinae

- Gattung Iridovirus

- Spezies Iridovirus armadillidium1 mit
  - Invertebrate iridescent virus 31 (IIV31, IIV-31) inklusive
    - Armadillidium vulgare iridescent virus
    - Popillia japonica iridescent virus
    - Porcellio scaber iridescent virus

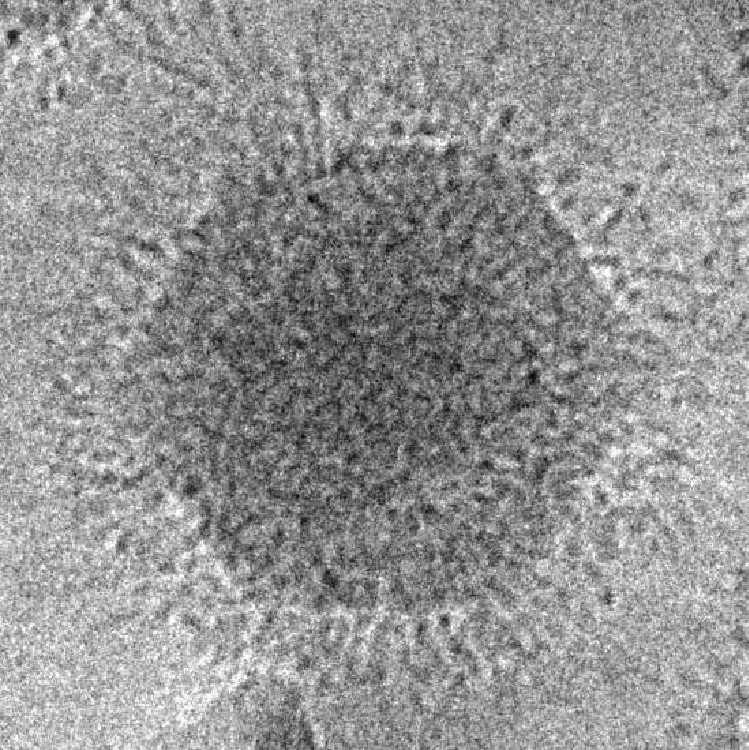
Kryo-EM-Aufnahme eines IIV-6-Virions

- Spezies Iridovirus chilo1 (ehem. Typusart) mit 
  - Invertebrate iridescent virus 6 (IIV-6, IIV6) inklusive Gryllus bimaculatus iridovirus (GbIV)
  - Chilo iridescent virus (CIV)

Dazu kommen nach ICTV folgende noch nicht klassifizierten Mitglieder:

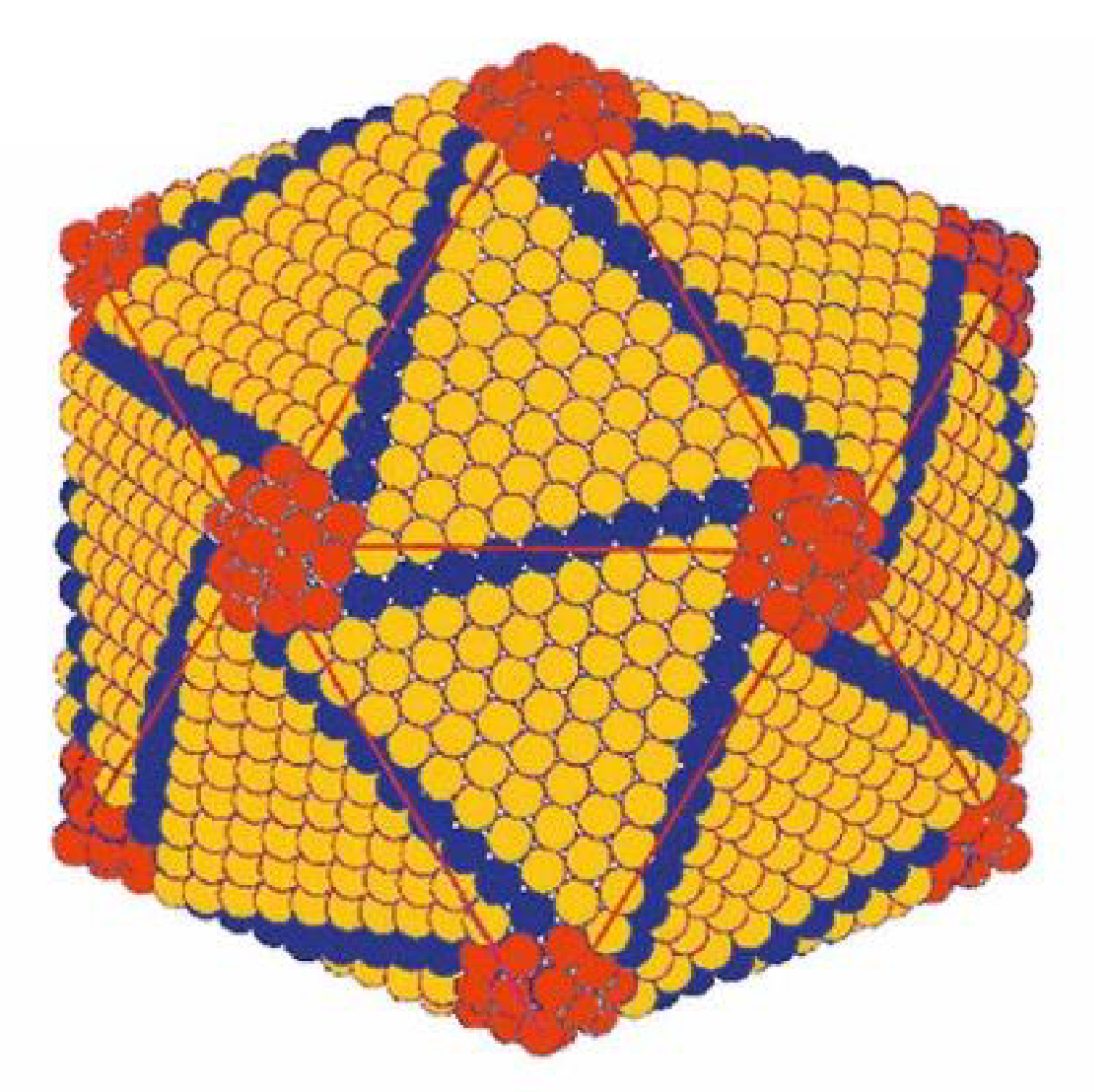
Virion von IIV-2 (Außenansicht)

- Spezies „Invertebrate iridescent virus 2“ (IIV-2)
- Spezies „Invertebrate iridescent virus 16“ (IIV-16)
- Spezies „Invertebrate iridescent virus 23“ (IIV-23)
- Spezies „Invertebrate iridescent virus 24“ (IIV-24)
- Spezies „Invertebrate iridescent virus 29“ (IIV-29)
- Spezies „Armadillidium decorum iridescent virus“

Nach ICTV möglicherweise zu Chloriridovirus, nach NCBI eher hier zu Iridovirus gruppiert wird der Kandidat:
- Spezies „Invertebrate iridescent virus 1“ (IIV-1)
  - Tipula iridescent virus